# コウジ (柑橘類)
コウジ（「甘子」または「柑子」、学名：Citrus leiocarpa）は、ミカン科ミカン属の常緑小高木で柑橘類の一種。
「ウスカワ（薄皮）ミカン」とも言われる。

## 概要
古くから日本国内で栽培されている柑橘の一種だが、8世紀頃に中国から渡来したと言われる（一説には「タチバナ」の変種とも）。果実は一般的な「ウンシュウミカン」よりも糖度が低く酸味が強い。種は多いが日持ちは良い。
樹勢が強く耐寒性に優れている為、「ウンシュウミカン」の露地栽培が難しい日本海側の一部でも栽培されている。